# 369e régiment d'infanterie (France)
Pour les articles homonymes, voir 369e régiment.
Le 369e régiment d'infanterie (369e RI) est un régiment d'infanterie de l'Armée de terre française constitué en 1914 avec les bataillons de réserve du 169e régiment d'infanterie.
À la mobilisation, chaque régiment d'active créé un régiment de réserve dont le numéro est le sien plus 200.

## Création et différentes dénominations
- Août 1914: 369e Régiment d'Infanterie

## Historique des garnisons, combats et batailles

### Première Guerre mondiale

#### Affectations
- 73e Division d'Infanterie d'août 1914 à février 1917
- 88e Division d'Infanterie de mars à novembre 1917
- 67e Division d'Infanterie de décembre 1917 à novembre 1918

#### 1914
Mobilisation effectuée à Montargis. Affecté à la « défense mobile de Toul ». Participe dès octobre 1914 à la guerre de tranchées dans le secteur de Pont à Mousson : Le Bois le Prêtre.

#### 1915
Hiver et printemps : guerre de sape, les avant-postes français et allemand étant à quelques mètres de distance. Le régiment subit de lourdes pertes lors de l'attaque allemande du 4 juillet 1915.

## Drapeau
Il porte, cousues en lettres d'or dans ses plis, les inscriptions suivantes :
- Verdun 1916
- La Malmaison 1917
- Picardie 1918

Fourragère aux couleurs de la Croix de guerre 1914-1918 décernée le 7 octobre 1918

## Personnalités ayant servi au369erégiment d'infanterie
- Big Bill Bornzy (?-1958), chanteur de Blues américain connu pendant et après la guerre grâce à sa chanson : Big Bill's Blues
- James Europe (1880-1919), compositeur de musique populaire américain
- Pierre Boudreaux (1882-1914), philologue et membre de l'École française de Rome, sous-lieutenant au régiment tué au combat du bois de Mort-Mare près de Flirey le 13 décembre 1914. Son nom est inscrit au Panthéon parmi les 560 écrivains morts au combat pendant la Première Guerre mondiale.
- Henry du Roure (1883-1914), journaliste et écrivain, sergent au régiment tué à Limey le 21 septembre 1914. Son nom est inscrit au Panthéon parmi les 560 écrivains morts au combat pendant la Première Guerre mondiale.
- Horace Pippin (1888-1946), peintre afro-américain dans les tranchées et ensuite peintre reconnu